# Matasunta
Matasunta fou la filla del noble ostrogot Eutaric i Amalasunta, filla de Teodoric el Gran. El seu germà Atalaric esdevindria rei dels ostrogots. Jordanes cita a l'obra Getica que "Eutaric es va casar amb Amalasunta i va tenir dos fills: Atalaric i Matasunta. Atalaric va morir sent un infant i Matasunta es va casar amb Vitigès, però no van tenir fills. El matrimoni fou capturat per Belisari i enviat a Constantinoble, on Vitigès va morir de causes naturals. Germà (nebot de Justinià) la va prendre per esposa i junts van tenir un fill, també anomenat Germà. A la mort del seu marit, va decidir restar vídua."